# Людвік Яблоновський
Людвік Яблоновський  гербу Гримала (пол. Ludwik Jabłonowski; 24 серпня 1810, Варшава — 9 жовтня 1887, Львів) — польський письменник.
Учасник польського повстання 1830–1831, потім жив у Галичині, належав до товариства карбонаріїв. Член «Руського собору». Автор споминів «Złote czasy і wywczasy» (посмертне видання 1920 р.).